# Hasslövs distrikt
Hasslövs distrikt är ett distrikt i Laholms kommun i Hallands län. Distriktet ligger omkring Hasslöv vid Hallandsåsen i södra Halland och gränsar till Skåne.

## Tidigare administrativ tillhörighet
Distriktet inrättades 2016 och utgörs av socknen Hasslöv i Laholms kommun.
Området motsvarar den omfattning Hasslövs församling hade vid årsskiftet 1999/2000.

## Tätorter och småorter
I Östra Karups distrikt finns två tätorter men inga småorter.

### Tätorter
- Hasslöv
- Östra Karup (del av)